# 魏翁河
48°21′59.20″N 9°57′54.84″E / 48.3664444°N 9.9652333°E

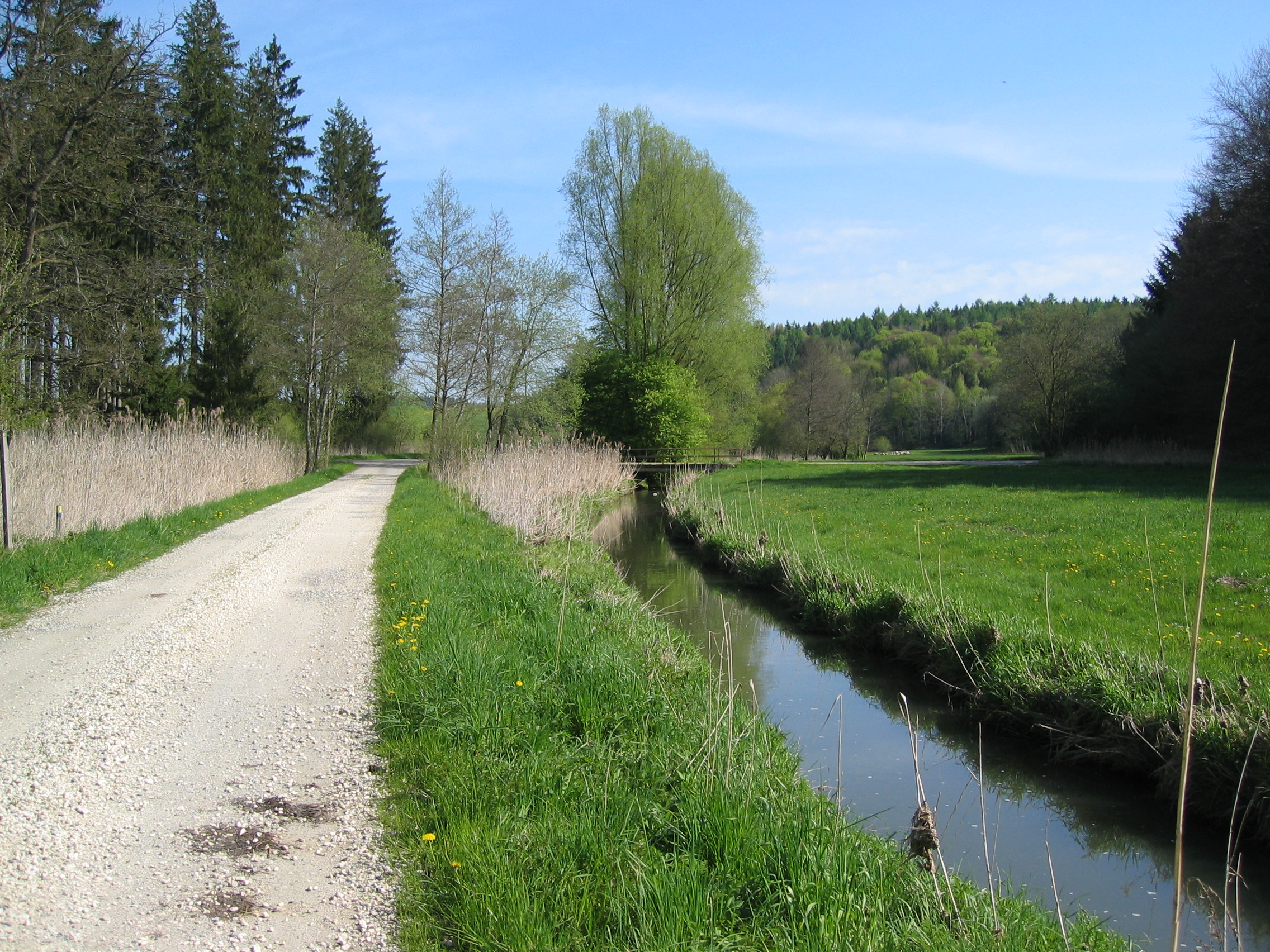

魏翁河是德國的河流，位於該國東南部的阿爾卑斯山腳下，自巴登-符腾堡發源並於該邦東緣流向直至與巴伐利亚的邊界，屬於多瑙河的右支流。河道全長29.9公里，流域面積81.8平方公里，發源自德國市鎮魏恩，並於烏爾姆附近匯入多瑙河，其河口位置位於距離伊勒河匯入多瑙河處不到2.5公里的上游處。